# Bàsquet Girona
El Bàsquet Girona es un club de baloncesto español con sede en Gerona, España. Fundado en 2014 por el exjugador de la NBA Marc Gasol y que actualmente milita en la Liga ACB.

## Historia
El club fue fundado en 2014 por el jugador de NBA Marc Gasol, que anteriormente había jugado en CB Girona entre 2006 y 2008, el primer nombre del club fue Club Escola Bàsquet Marc Gasol. En sus primeros años el club sólo competía en categorías de promoción.
En 2016 se añadió el nombre de la ciudad de Gerona al nombre del club cambiándolo a Escola de Bàsquet Girona Marc Gasol y un año más tarde,  cambió otra vez su nombre a sencillamente Bàsquet Girona.
En 2017 el club creó el equipo sénior que empezaría competir en la cuarta liga de España, la Liga EBA, después de conseguir un sitio vacante en la liga. Quim Costa fue el entrenador del equipo en el debut en la nueva categoría. La ampliación de equipos en la LEB Plata permitiría al equipo a ascender a la tercera máxima categoría estatal en su segundo año de vida. 
El 25 de noviembre de 2021, durante la primera temporada del equipo en la categoría LEB Oro, se confirma que Marc Gasol (campeón NBA, bicampeón mundial y presidente-fundador del equipo) se incorporará a la plantilla como jugador con el dorsal #33.
El 19 de junio de 2022 se impone al Estudiantes en la Final Four de la LEB Oro, disputada en Gerona, y consigue el ascenso a la Liga ACB.

## Temporadas
|  | Denota temporadas en las que ascendió. |

| Temporada | Liga      | Pos. | G–P     | Entrenadores                        |
| --------- | --------- | ---- | ------- | ----------------------------------- |
| 2017–18   | Liga EBA  | 3º   | 17–9    | Joaquim Costa                       |
| 2018–19   | LEB Plata | 9º   | 18–16   | Joaquim Costa y Alejandro Formento  |
| 2019–20   | LEB Plata | 2º   | 19-6    | Alejandro Formento                  |
| 2020-21   | LEB Oro   | 14º  | 18-16   | Carles Marco                        |
| 2021-22   | LEB Oro   | 4º   | 21-13   | Carles Marco y Jordi Sargatal       |
| 2022-23   | ACB       | 15°  | 11-23   | Aíto Garcia Reneses                 |
| 2023-24   | ACB       | 14°  | 13-21   | Salva Camps y Fotis Katsikaris      |
| 2024-25   | ACB       | 14°  | 12-22   | Fotis Katsikaris y Moncho Fernández |
| Total     |           |      | 129-136 |                                     |